# Municipio de Monroe (condado de Henry)
El municipio de Monroe (en inglés: Monroe Township) es un municipio ubicado en el condado de Henry en el estado estadounidense de Ohio. En el año 2010 tenía una población de 1142 habitantes y una densidad poblacional de 12,1 personas por km².

## Geografía
El municipio de Monroe se encuentra ubicado en las coordenadas 41°17′52″N 84°3′24″O / 41.29778, -84.05667. Según la Oficina del Censo de los Estados Unidos, el municipio tiene una superficie total de 94.41 km², de la cual 94,41 km² corresponden a tierra firme y (0 %) 0 km² es agua.

## Demografía
Según el censo de 2010, había 1142 personas residiendo en el municipio de Monroe. La densidad de población era de 12,1 hab./km². De los 1142 habitantes, el municipio de Monroe estaba compuesto por el 96,76 % blancos, el 0,18 % eran afroamericanos, el 0,26 % eran asiáticos, el 1,66 % eran de otras razas y el 1,14 % eran de una mezcla de razas. Del total de la población el 4,99 % eran hispanos o latinos de cualquier raza.